# BAR 007
La BAR 007 è la settima monoposto di Formula 1 prodotta dalla British American Racing, realizzata per partecipare al campionato mondiale di Formula 1 2005.

## Presentazione
La vettura si presenta più piccola rispetto a quella utilizzata nel 2004.

### Livrea e sponsor
La livrea è molto simile a quella della passata stagione, bianca e rossa, colori simbolo della Lucky Strike; nel Gran Premio di Cina, la scuderia adotta però una speciale livrea, che evidenzia un altro marchio della British American Tobacco, State Express 555.

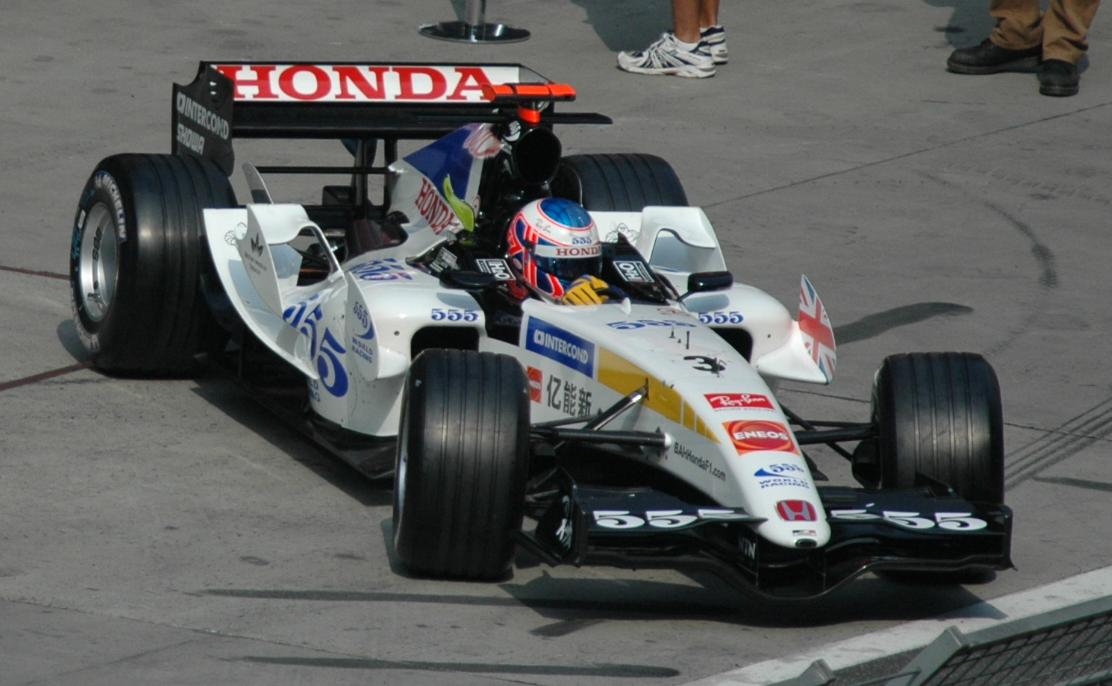
La speciale livrea adottata in Cina

## Sviluppo
La vettura è stata realizzata attinendosi alle nuove normative introdotte dalla FIA. Gli pneumatici sono stati nuovamente forniti dalla Michelin.

### Aerodinamica
Il divario tra la 006 e la nuova vettura è evidente, in quanto le linee della 007 sono nettamente più ricercate e maggiormente in linea con le soluzioni adottate dalla scuderie rivali. La 007 si caratterizza soprattutto per il peculiare disegno dell'ala anteriore, che presenta una forma a cucchiaio estremamente pronunciata nella parte centrale sotto il muso: questo particolare disegno dell'ala è stato adottato nel tentativo di recuperare il maggior carico aerodinamico possibile, perso a causa dei cambiamenti regolamentari approvati in vista del 2005. Negli ultimi appuntamenti stagionali, inoltre, è stato presentato un nuovo muso, comprensivo di un doppio profilo innestato per aggiungere ulteriore deportanza all'avantreno della monoposto. Sempre per recuperare deportanza sull'avantreno e per migliorare i flussi indirizzati sotto la scocca, realizzata in fibra di carbonio composita di seconda generazione, sono stati studiati particolari deviatori sagomati, che si innestano al telaio stesso e che si caratterizzando per delle particolari estensioni verso il retrotreno, in modo da accentuare i benefici derivanti da un telaio a doppia chiglia minimizzando, al contempo, gli effetti negativi. I pontoni laterali, inoltre, hanno beneficiato di un accurato e mirato studio aerodinamico. Le prese d'aria presentano delle forme abbastanza tradizionali, ma la presenza di pronunciate e spigolate estensioni inferiori oltre che di alcuni ritocchi ai profili aerodinamici (alette e pinne) posti davanti alle ruote posteriori palesano una grande ricerca effettuata per mezzo della galleria del vento. Canonici infine il profilo nella zona del roll-bar e quello aggiuntivo tra le ruote posteriori infulcrato alle pinne, fermo restando quanto studiato in merito all'estrattore posteriore, altro elemento ha costretto i tecnici delle varie squadre ad un grosso lavoro di recupero di deportanza.

### Motore
Dal punto di vista meccanico, i progettisti della scuderia anglo-statunitense hanno curato con grande attenzione la distribuzione dei pesi e la geometria delle sospensioni, in modo tale da contenere l'usura degli pneumatici, che da questa stagione devono durare un intero fine settimana di gara. Il serbatoio di carburante è stato inoltre ingrandito e ne sono state riviste alcune componenti interne. Il propulsore, l'Honda RA005E V10 inclinato a 90º e capace di erogare oltre 920 CV di potenza, è stato inoltre soggetto ad alcune modifiche mirate ad aumentare l'affidabilità, dato che le unità motrici dovranno durare per due gare consecutive.

## Carriera agonistica

### Test
I piloti della stagione precedente, Jenson Button e Takuma Satō, vengono confermati.

### Stagione
La vettura non si rivela molto competitiva e mantiene un rendimento largamente inferiore rispetto a quello tenuto dalla 006. I migliori risultati sono ottenuti da Button, che conclude per due volte al terzo posto, prima in Germania e poi Belgio, ottenendo inoltre una pole position in Canada. La BAR è stata poi protagonista di una controversia al termine del Gran Premio di San Marino: i commissari hanno infatti scoperto che sulle vetture di Button e Sato (arrivati 3° e 5°) è stato utilizzato un secondo serbatoio, contenente del carburante aggiuntivo utilizzato come zavorra, permettendo così alle due monoposto di correre sottopeso. La scuderia britannica, è stata esclusa dall'ordine d'arrivo del Gran Premio venendo inoltre impossibilitata a partecipare ai due Gran Premi successivi. Il primo acuto del campionato si ha solo in Canada, con la pole di Button, ma la gara si chiude con un doppio ritiro; per i primi punti bisogna aspettare la seconda metà della stagione, durante la quale la scuderia risale dal fondo della classifica. La stagione ha visto la BAR concludere al sesto posto nel campionato mondiale costruttori di Formula 1.

## Risultati in Formula 1
| Anno | Team                   | Motore               | Gomme | Piloti   |    |     |     |    |    |    |    |     |    |    |    |    |   |   |    |     |    |    |     | Punti | Pos. |
| ---- | ---------------------- | -------------------- | ----- | -------- | -- | --- | --- | -- | -- | -- | -- | --- | -- | -- | -- | -- | - | - | -- | --- | -- | -- | --- | ----- | ---- |
| 2005 | Lucky Strike BAR Honda | Honda RA005E 3.0 V10 | M     | Button   | 11 | Rit | Rit | SQ | ES | ES | 10 | Rit | NP | 4  | 5  | 3  | 5 | 5 | 8  | 3   | 7  | 5  | 8   | 38    | 6º   |
| 2005 | Lucky Strike BAR Honda | Honda RA005E 3.0 V10 | M     | Sato     | 14 | SP  | Rit | SQ | ES | ES | 12 | Rit | NP | 11 | 16 | 12 | 8 | 9 | 16 | Rit | 10 | SQ | Rit | 38    | 6º   |
| 2005 | Lucky Strike BAR Honda | Honda RA005E 3.0 V10 | M     | Davidson |    | Rit |     |    |    |    |    |     |    |    |    |    |   |   |    |     |    |    |     | 38    | 6º   |

| Legenda | 1º posto     | 2º posto | 3º posto    | A punti         | Senza punti/Non class.  | Grassetto – Pole position Corsivo – Giro più veloce |
| Legenda | Squalificato | Ritirato | Non partito | Non qualificato | Solo prove/Terzo pilota | Grassetto – Pole position Corsivo – Giro più veloce |